# Лучшему хоккеисту плей-офф
Лучшему хоккеисту плей-офф — хоккейный приз, существовавший с 2003 по 2004 год. Вручался игроку команды Суперлиги ПХЛ, набравшему наибольшее количество голосов по опросу любителей хоккея. Учредителем являлся Судостроительный банк.

## Положение о призе
1. Приз «Лучшему хоккеисту плей-офф» учреждается Судостроительным банком.
2. Приз «Лучшему хоккеисту плей-офф» — памятный приз, который вручается игроку команды Суперлиги ПХЛ, набравшему наибольшее количество голосов по опросу любителей хоккея.
3. Порядок голосования определяется учредителем и публикуется в средствах массовой информации.
4. Приз вручается ежегодно на торжественной церемонии, посвященной подведению итогов хоккейного сезона, официальными представителями Судостроительного банка.
5. Лауреат награждается памятным призом, передаваемым на постоянное хранение.
6. Использование Приза, его названия, изображения в рекламной и иной коммерческой деятельности возможно после заключения соответствующего договора с Судостроительным банком.
7. Изменения и дополнения к настоящему Положению делаются руководством Судостроительного банка по представлению Профессиональной хоккейной лиги

## Все лауреаты
| Сезон     | Игрок            | Команда               |
| --------- | ---------------- | --------------------- |
| 2002/2003 | Андрей Коваленко | «Локомотив» Ярославль |
| 2003/2004 | Максим Соколов   | «Авангард» Омск       |